# فلاد دوجارو
فلاد دوجارو (بالرومانية: Vlad Dogaru)‏ مواليد 21 فبراير 1985 في بلويشت، هو لاعب كرة سلة روماني. بدأ مسيرته الاحترافية في سنة 2006. يلعب مع سي إس يو بلويشت في الدوري الروماني لكرة السلة. يحمل الرقم 14. يبلغ طوله 6 قدم 1 بوصة (1.9 م).

## المسيرة الاحترافية
لعب مع سي إس يو بلويشت في موسم 2006–2007، ثم لعب مع نادي بيتيشت لكرة السلة في موسم 2013–2014، ثم لعب مع سي إس يو بلويشت في سنة 2014.

## روابط خارجية
- فلاد دوجارو على موقع الدوري الأوروبي لكرة السلة (الإنجليزية)
- فلاد دوجارو على موقع كرة السلة الأوروبية.كوم (الإنجليزية)
- فلاد دوجارو على موقع ريلجم (الإنجليزية)
- فلاد دوجارو على موقع بروبوليرز (الإنجليزية)